# Крестообразный храм Мангупа
Крестообразный храм Мангупа — руины православного храма IX—X века, расположенные на юго-восточном склоне горы Баба-Даг. Находился на некрополе Мангупа, был найден и раскопан В. Л. Мыцем в 1981 году. Судя по сохранившейся на найденной верхней ветви рельефного каменного креста с пятистрочной надписи, датируемой IX веком, сообщающей (в переводе Э. И. Соломоник) о св. Феодоте, В. Л. Мыц делает вывод, что храм мог быть посвящён этому святому.

План раскопок Крестообразного храма, В. Л. Мыц, 1981 г.

## Описание
В истории здания прослеживаются два строительных периода: первый — храм, построенный в IX веке, представлявший в плане крест с довольно короткими ветвями и полукруглой апсидой и второй, перестроенный в X веке, когда к торцам южной и северной ветвей были пристроены две небольшие часовни, а к западной ветви — притвор. А. И. Айбабин, анализируя результаты раскопок, предложил датировать первый этап жизни храмового комплекса в других пределах — Х—XI век.
Первый храм, IX века, имел размеры 9,25 на 11,0 м, с тремя входами шириной 0,70—0,80 м, устроенными в боковых стенах, а после перестройки X века размеры были увеличены до 15,5 на 15,55 м: ко входам в северный и южный коцы креста были пристроены два придела (2,5 на 6,25 м) с отдельными входами — в северный придел — с запада; в южный — с юга . К западному входу пристроили притвор размером 4,1 на 4,95 м с двумя входами — с севера и юга. Стены храма (сохранившиеся на высоту 0,40—0,80 м) сложены из известнякового бута на известковом растворе с подтёсанной лицевой стороной, установленные без фундамента на материковой глине. Толщина несущих стен — 0,98—1,05 м, боковых, стен приделов и притвора — 0,60—0,80 м, углы выложены из тщательно отесанных блоков довольно больших размеров — 0,80 на 0,60 на 0,40 м, некоторые из которых явно вторичного использования, с сохранившимися кусочками цемянки. Изнутри здание было покрыто белой известковой штукатуркой (в северном приделе сохранилась на высоту стен и нанесена в два слоя), следов росписи при раскопках не найдено. Окна храма были застеклены (с наружной стороны стен южного крыла найдены обломки оконного стекла), полы были выложены плинфой размерами 0,40 на 0,39 м и толщиной 3 см, которая укладывалась на жидкий известковый раствор (вымостка полностью сохранилась только в северном приделе, в остальных местах сильно повреждена), в притворе здесь пол был глиняным. Крыша храма была покрыта черепицей IX—X века довольно больших размеров — 0,34—0,36 на 0,47— 0,50 м. Исходя из отсутствия находок гвоздей, Мыц сделал предположение о возможном перекрытии храма каменным купольным сводом.
Уже позже перестроек, южная и северная ветви храма вместе с приделами были отгорожены и в них устроены места для захоронений. В X веке в храме в церкви случился пожар она была разрушена, после чего уже уже не восстанавливалась, а стены постепенно были разобраны. В XIII—XIV веке на развалинах и с использованием центральной апсиды, была построена небольшая часовня размером 3,75 на 5,10 м, которая простояла, видимо, до XVIII века, вокруг которой на протяжении всего периода её существования располагалось кладбище.

### Посвящение чтеца, IX—X века
При раскопках 1981 года В. Л. Мыцем была найдена плита из плотного мергеля с посвятительной надписью, вероятно, донатора строительства или украшения храма, со следующим текстом
ср.-греч. Ἐγό, ἀναγνόστ(η)ς, δοῦ̣[λ]ο<ς>Χ(ριστο)ῦ — Я, чтец, раб Христов…
. Прочтение надписи, предпринятое Э. И. Соломоник, дало неверный результат о посвящении храма св. Феодоту.